# Petrosimonia
Petrosimonia es un género de plantas fanerógamas pertenecientes a la familia Amaranthaceae. Comprende 18 especies descritas y de estas, solo 9 aceptadas.

## Taxonomía
El género fue descrito por Alexander von Bunge y publicado en Mémoires de l'Académie Impériale des Sciences de Saint Pétersbourg, Septième Série (Sér. 7) 4(11): 19, 52. 1862. La especie tipo es: Petrosimonia monandra (Pall.) Bunge		

## Especies aceptadas
A continuación se brinda un listado de las especies del género Petrosimonia aceptadas hasta octubre de 2012, ordenadas alfabéticamente. Para cada una se indica el nombre binomial seguido del autor, abreviado según las convenciones y usos.
- Petrosimonia brachiata (Pall.) Bunge
- Petrosimonia brachyphylla (Bunge) Iljin
- Petrosimonia glaucescens (Bunge) Iljin
- Petrosimonia litwinowii Korsh.
- Petrosimonia monandra (Pall.) Bunge
- Petrosimonia oppositifolia (Pall.) Litv.
- Petrosimonia sibirica (Pall.) Bunge
- Petrosimonia squarrosa (Schrenk) Bunge
- Petrosimonia triandra (Pall.) Rech.